# Sospechas
«Sospechas» es una canción del grupo español Alaska + Dinarama. Hispavox la lanzó junto a la canción «Rey del Glam» en 1988, como el tercer y último sencillo de su primer y único álbum recopilatorio, Diez. Fue compuesta por Carlos Berlanga y Nacho Canut y producida por Jesús Gómez. 

## Antecedentes
La canción fue compuesta inicialmente por Carlos Berlanga en tras su partida de Alaska y los Pegamoides en 1982. En un principio la intención fue incluirla en el primer álbum de Dinarama Canciones profanas (1983), y más tarde en Deseo carnal (1984), pero finalmente no llegó a grabarse.
A finales de 1987, Dinarama barajó la posibilidad de grabar un nuevo disco, pero la falta de inspiración de Carlos llevó a retrasar la creación de un álbum con material original. En su lugar, decidieron crear un recopilatorio enfocado principalmente al mercado americano, que incluyera nuevas versiones de canciones de Pegamoides, temas de su primer álbum, caras B de sencillos que no se habían regrabado para Deseo carnal, además de dos temas inéditos, «Sospechas» y «Hacia el abismo». 

## Lanzamiento
En 1988, la discográfica optó por lanzar la canción como tercer y último sencillo del álbum, acompañada de una nueva versión, más orientada al género disco, de la conocida canción «Rey del glam».

## Lista de canciones y formatos
| Sencillo de 7" |                               |          |  |
| N.º            | Título                        | Duración |  |
| 1.             | «Sospechas» (Tur-Mix)         | 3:50     |  |
| 2.             | «Rey del glam» (Mix Universo) | 4:45     |  |

| Maxisencillo de 12" |                               |          |  |
| N.º                 | Título                        | Duración |  |
| 1.                  | «Sospechas» (Tur-Mix)         | 7:30     |  |
| 2.                  | «Sospechas» (Jesús Go-Mix)    | 4:50     |  |
| 3.                  | «Rey del glam» (Mix Universo) | 4:45     |  |

## Créditos y personal
- Alaska: voz
- Carlos Berlanga: voz, composición, ilustración
- Ignacio Canut: composición
- Jesús Gómez: producción, remezcla
- Ignacio Cubillas: producción ejectiva
- Pablo Sycet: diseño
- Alejandro Cabrera: fotografía

Créditos adaptados de las notas del vinilo de 7" de «Sospechas»/«Rey del glam».